# تشارلمونت (ماساتشوستس)
تشارلمونت (بالإنجليزية: Charlemont, Massachusetts)‏ هي معلم جغرافي تقع في الولايات المتحدة في مقاطعة فرانكلين (ماساتشوستس). يقدر عدد سكانها بـ 1,266 نسمة ومساحتها 68.3 كم2 وترتفع عن سطح البحر 207 متر.

## أعلام
- سيليست إم. أي. وينسلو
- أورلاندو بي. بوتير